# Omalogyra planorbis
Omalogyra planorbis är en snäckart som först beskrevs av Dall 1927.  Omalogyra planorbis ingår i släktet Omalogyra och familjen Omalogyridae. Inga underarter finns listade i Catalogue of Life.